# Poecillastra symbiotica
Poecillastra symbiotica är en svampdjursart som beskrevs av Topsent 1902. Poecillastra symbiotica ingår i släktet Poecillastra och familjen Pachastrellidae. Inga underarter finns listade i Catalogue of Life.